# 실리콘

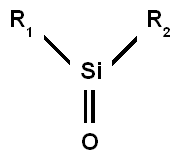

실리콘(silicone)은 규소와 산소의 결합(...-Si-O-Si-O-...)을 주축으로 하는 중합체를 의미한다.
결정 형태의 실리콘에 염화 메틸(CH3Cl)을 반응시켜 다이메틸다이클로로실레인(dichlorodimethylsilane)을 합성한 후 가수분해시키면 실록세인 결합(...-Si-O-Si-O-...)이 형성된다. 중합 방법에 따라 여러 종류의 중합체가 가능하다. 대표적으로 선형의 폴리다이메틸실록세인(polydimethylsiloxane)과 올리고실록세인(oligosiloxane) 분자들로 이루어진 실리콘 수지가 있다.
실리콘은 무색 무취이며 산화가 느리고 고온에서도 안정적인 절연체이다. 윤활제, 접착제, 가스켓, 유방삽입물, 가짜 흉근 등에 쓰인다.

## 미디어 자료

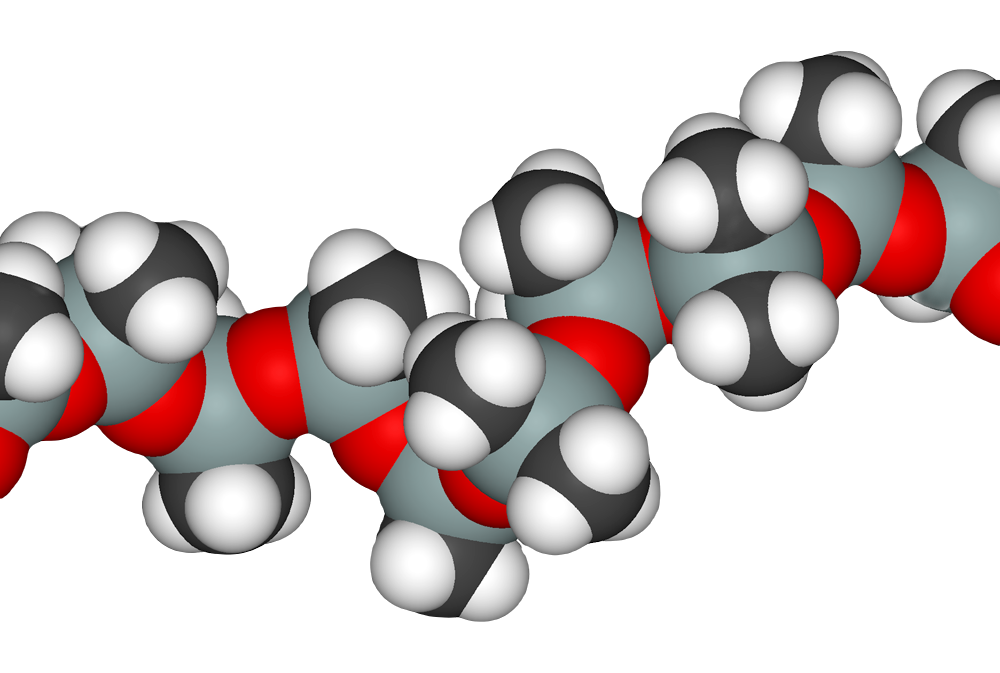
폴리디메틸실록산의 구조.
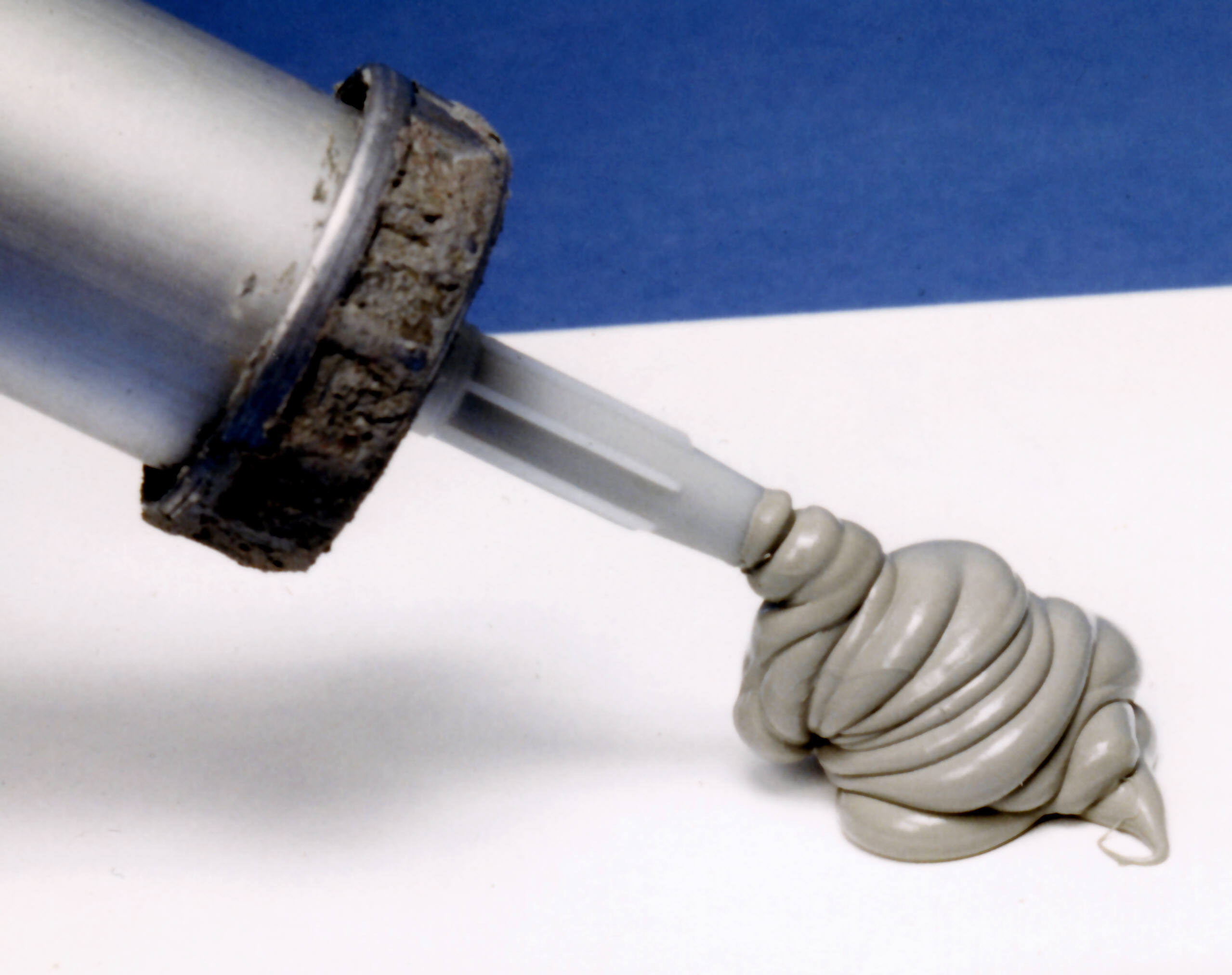
실리콘 코팅재.
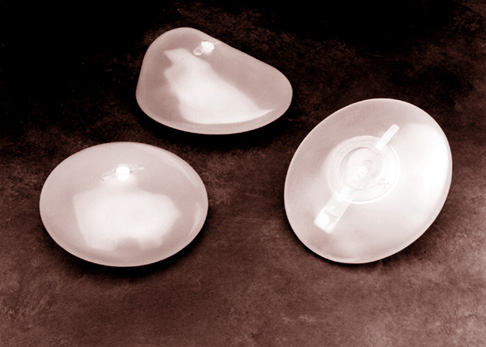
실리콘 유방삽입물.

## 같이 보기
- 실리콘고무
- 실리콘오일
- 그래핀